# Kínai rajzfilmek gyerekeknek
A Kínai rajzfilmek gyerekeknek kínai televíziós rajzfilmsorozat. Kínában 1994-től tűzték műsorra, Magyarországon az M1 és az M2 adta le.

## Ismertető
A történet tizenkét állatról szól. A császár az állatok között egy versenyt hirdet ki. El kell érniük a mennyország kapuját és el kell szakítaniuk a  szalagot. Akik részt vesznek a versenyen és beérnek ők a mennyország kapujának őrzői lehetnek és jutalmul nagyhatalommal is fognak rendelkezni. Aki elsősorban ér a célba ő lesz a nyertes. A verseny folyamán tizenketten jutottak be a kapuba. Ezennel ez a tizenkét állat el is érte azt, amit érdemelt. Cica nénje egyedül lemaradt közülük. Aki az Egérkét kérte meg ébressze fel, mikor megtalálta a császári rendeletet. De Egérke nem tudta felébreszteni, mivel mélyen aludt és az Ökör sürgette az időt. Azok után Cica nénje mikor felébredt, Egérkének ezt nem tudta megbocsátani és meg akarta enni, természetesen idővel megbékült vele, mikor megtudta az Ökörtől igazságot. Egérke A Kakas pedig kilencedik helyett csak tizedik lett, mivel a százlábú ellopta fésűjét és mérgében megkergette, de elmenekült előle. Míg a disznó is tizenegyedik helyett csak tizenkettedik lett, mert a farkas csapdába ejtette és a kutya szabadította ki. A Farkas pedig beleesett, de aztán kimászott. Sorban Egér, Ökör, Tigris, Nyúl, Sárkány, Kígyó, Ló, Kos, Majom, Kakas, Kutya, Disznó így értek be a főkapun.

## Szereplők
- Egér – Az első a sorban.
- Ökör – A második a sorban.
- Tigris – A harmadik a sorban.
- Nyúl – A negyedik a sorban.
- Sárkány – Az ötödik a sorban.
- Kígyó – A hatodik a sorban.
- Ló – A hetedik a sorban
- Kos – A nyolcadik a sorban.
- Majom – A kilencedik a sorban.
- Kakas – A tizedik a sorban.
- Kutya – A tizenegyedik a sorban.
- Disznó – A tizenkettedik a sorban.

## Epizódok
1. Tizenkét állat – Az egér és az ökör
2. Tizenkét állat – A tigris és a nyúl
3. Tizenkét állat – A sárkány és a kígyó
4. Tizenkét állat – A ló és a kos
5. Tizenkét állat – A majom és a kakas
6. Tizenkét állat – A kutya és a disznó